# Pidriš
Pidriš (en cyrillique : Пидриш) est un village de Bosnie-Herzégovine. Il est situé dans la municipalité de Gornji Vakuf-Uskoplje, dans le canton de Bosnie centrale et dans la fédération de Bosnie-et-Herzégovine. Selon les premiers résultats du recensement bosnien de 2013, il compte 307 habitants.

## Démographie

### Évolution historique de la population
| 1948 | 1953 | 1961 | 1971 | 1981 | 1991 | 2013 |
| ---- | ---- | ---- | ---- | ---- | ---- | ---- |
| -    | -    | 313  | 314  | 290  | 302  | 307  |

|  |

### Répartition de la population par nationalités (1991)
En 1991, les 302 habitants du village étaient tous croates.

### Communauté locale
En 1991, la communauté locale de Pidriš comptait 334 habitants, tous croates.